# 尾崎由香
尾崎由香（日语：／ Ozaki Yuka，1993年5月15日—）是日本的女性聲優。東京都出身，事務所為研音，血型AB型。

## 經歷
最早的演藝活動為0歲時相片被用於小冊子上。
於小學三年級開始童星活動，主要在舞台和電視節目演出。
2015年離開原所屬事務所，在重新思索演藝活動時與響接觸，並決定成為聲優。翌年與同事務所的伊藤彩沙組成聲優組合彩由香。
2015年4月21日與西本梨美一起加入響。
2016年在電視動畫《幸運邏輯》的開頭短篇動畫「我們是幸運邏輯社！」中飾演主角須木菜乃花Ado，為其動畫出道作。
2016年9月在講談社主辦的Miss iD入圍決賽。
2019年5月31日退出響事務所，隔日6月1日移籍至研音。

## 演出作品
粗體字為主要角色。

### 電視動畫
2016年
- 我們是幸運邏輯社！（須木菜乃花Ado）
- 未來卡片 戰鬥夥伴DDD（小孩、女學生）

2017年
- 動物朋友（藪貓[9]、真海豚）
- BanG Dream!（戶山明日香）
- 雛邏輯～來自幸運邏輯～（塞蓮·探索者013）
- 國王遊戲 The Animation（松岡彩）

2018年
- 少年阿貝GO!GO!小芝麻（荒川琉璃子、小照片、加藤真琴）
- 未來卡片 神戰鬥夥伴（奈奈菜伊音）
- BanG Dream! 少女樂團派對☆PICO（戶山明日香）
- Anima Yell!（鳩谷小羽）

2019年
- BanG Dream! 2nd Season（戶山明日香）
- 百慕達三角～多彩田園曲～（伊莉娜）
- 動物朋友2（藪貓[10]）

2020年
- 魔法紀錄 魔法少女小圓外傳（五十鈴憐）
- BanG Dream! 3rd Season（戶山明日香）
- Rebirth（岡崎育未）
- BanG Dream! 少女樂團派對☆PICO ～大碗公～（戶山明日香）

2021年
- 漂流少年（骨折）

2022年
- 黑之召喚士（妖精的孩子、萊恩哈特·高恩）

2023年
- 江戶前精靈（小金井小糸[11]）
- BanG Dream! It's MyGO!!!!!（戶山明日香）
- AYAKA -綾島奇譚-（火龍）
- 想當冒險者前往都市的女兒成為S級

2024年
- RINKAI！女子競輪（磐城平颯來[12]）

### 遊戲
2016年
- Trickster～我想成為召喚師～（ロッテ）
- 女神巡禮（天照[13]）

2017年
- 魔法紀錄 魔法少女小圓外傳（五十鈴憐）

2018年
- 閃耀幻想曲（鳩谷小羽[14]）
- 少女☆歌劇 Revue Starlight -Re LIVE- （鳳未知留）

2019年
- 初音島4（日野原千代子）.
- 动物朋友3（石藪貓·左[15]）

### 電視節目
- 「月刊武士道TV（日语：月刊ブシロード#月刊ブシロードTV）」天氣預報環節（TOKYO MX，2016年7月14日－）

### 網路電視
- （niconico直播，每週三）主要MC
- （niconico直播，每週一）主要MC
- 彩由香的餓肚子茨城♥（IbaKira TV（日语：いばキラTV），2016年7月12日－[16]）

### 廣播節目
- 女神巡禮的廣播巡禮（2016年－，響 - HiBiKi Radio Station -（日语：HiBiKi Radio Station））

### 旁白
- 「LIVE Milky Holmes 秋季大運動會」（幕張展覽館活動大廳，2015年9月19日）PV、場內廣播
- 「武士道 挑戰TCG世界第一！～幸運邏輯～」（TOKYO MX，2015年12月31日）
- 「月刊武士道TV」月武士新聞環節（TOKYO MX，2016年3月－）擔任彩由香（日语：月刊ブシロード#アヤユカ）的由香

### 其他
- Miss iD（日语：ミスiD）2017 決賽入圍者[7]

## 音樂作品

### 單曲
|            | 發售日期      | 標題           | 商品編碼     | 商品編碼   | 最高排名 |
| 初回限定盤 | 發售日期      | 標題           | 通常盤       |            | 最高排名 |
| ---------- | ------------- | -------------- | ------------ | ---------- | -------- |
| 1st        | 2018年8月1日  | LET’S GO JUMP☆ | WPZL-31482/3 | WPCL-12911 | 31位     |
| 2nd        | 2018年12月5日 | オトシモノ     | WPZL-31552/3 | WPCL-12970 | 35位     |

### 專輯
|            | 發售日期     | 標題  | 商品編碼   | 商品編碼   | 最高排名 |
| 初回限定盤 | 發售日期     | 標題  | 通常盤     |            | 最高排名 |
| ---------- | ------------ | ----- | ---------- | ---------- | -------- |
| 1st        | 2019年8月7日 | MIXED | WPCL-13064 | WPCL-13065 | 35位     |

### 迷你專輯
|            | 發售日期      | 標題 | 商品編碼     | 商品編碼   | 最高排名 |
| 初回限定盤 | 發售日期      | 標題 | 通常盤       |            | 最高排名 |
| ---------- | ------------- | ---- | ------------ | ---------- | -------- |
| 1st        | 2020年8月26日 | NiNa | WPZL-31740/1 | WPCL-13197 |          |

### 角色歌
| 發售日   | 商品名稱 | 演唱名義 | 歌曲   | 備註                       |
| 2016年   | 2016年   | 2016年 | 2016年 | 2016年                     |
| -------- | -------- | --- | ------ | -------------------------- |
| 12月21日 |          | 九十九（伊藤彩沙）、天照大神（尾崎由香）、天鈿女命（佐佐木未來）、衣通姬（大塚紗英）、菊理媛（今村彩夏）、木花開耶姬（鈴木愛奈）、豐玉姬（上田麗奈）、伊斯許理度賣（大龜明日香）、天探女（千菅春香） | 「」   | 遊戲《女神巡禮》相關歌曲   |
| 2017年   |          | |        |                            |
| 2月8日   |          | 天照大神（尾崎由香） | 「」   | 遊戲《女神巡禮》相關歌曲   |
| 2月8日   |          | 動物Biscuits×PPP | 「」   | 電視動畫《動物朋友》片頭曲 |

### 團體成員
1. ↑  藪貓（尾崎由香）、耳廓狐（本宮佳奈）、浣熊（小野早稀）、皇家企鵝（佐佐木未來）、皇帝企鵝（根本流風）、巴布亞企鵝（田村響華）、跳岩企鵝（相羽亞衣奈）、漢波德企鵝（築田行子）

## 外部連結
- 事務所官方簡介 （页面存档备份，存于）（日語）
- 響時期事務所官方簡介（日語）
- 尾崎由香的X（前Twitter）（日語）
- 尾崎由香的Instagram帳戶